# Thyropisthus acuminatus
Thyropisthus acuminatus är en mångfotingart som först beskrevs av Filippo Silvestri.  Thyropisthus acuminatus ingår i släktet Thyropisthus och familjen Harpagophoridae. Inga underarter finns listade i Catalogue of Life.